# Johnny Sack
John „Johnny Sack” Sacramoni, interpretat de Vince Curatola, este un personaj fictiv în seria TV distribuită de HBO, Clanul Soprano. A fost șeful adjunct iar mai târziu chiar șeful familei mafiote Lupertazzi din Brooklyn.